# Роєшть (Песчана, Вилча)
Роєшть, Роєшті (рум. Roești) — село у повіті Вилча в Румунії. Входить до складу комуни Песчана.
Село розташоване на відстані 163 км на захід від Бухареста, 30 км на південний захід від Римніку-Вилчі, 68 км на північ від Крайови, 143 км на південний захід від Брашова.

## Населення
За даними перепису населення 2002 року у селі проживали 406 осіб, усі — румуни. Усі жителі села рідною мовою назвали румунську.